# Морисон (Колорадо)
Морисон (енгл. Morrison) град је у америчкој савезној држави Колорадо.

## Демографија
По попису из 2010. године број становника је 428, што је 2 (-0,5%) становника мање него 2000. године.
| Група             | 2000.       | 2010.       |
| Белци             | 418 (97,2%) | 400 (93,5%) |
| Афроамериканци    | 1 (0,2%)    | 0 (0,0%)    |
| Азијати           | 1 (0,2%)    | 3 (0,7%)    |
| Хиспаноамериканци | 8 (1,9%)    | 20 (4,7%)   |
| Укупно            | 430         | 428         |